# NGC 4922/2
NGC 4922/2 је спирална галаксија у сазвежђу Береникина коса која се налази на NGC листи објеката дубоког неба.
Деклинација објекта је + 29° 18' 47" а ректасцензија 13h 1m 25,3s. Привидна величина (магнитуда) објекта NGC 4922 износи 14,2 а фотографска магнитуда 15,0. NGC 49222 је још познат и под ознакама UGC 8135, MCG 5-31-99, CGCG 160-96, VV 609, KCPG 363B, PGC 86794.